# المكتبة البافارية الحكومية
المكتبة البافارية الحكومية هي مكتبة تقع في مدينة ميونخ الألمانية. تضم المكتبة أكثر من عشرة ملاين كتاب، مما يجعلها ثاني كبرى مكتبات ألمانية بعد مكتبة برلين الحكومية.
يعود تاريخ تأسيسيها إلى عام 1558 م. وصل عدد مقتنيات المكتبة من المخطوطات الشرقية حاليا إلى 17 ألف قطعة، من بينها 4400 مخطوطة إسلامية.
مدير عام المكتبة هو Klaus Ceynowa منذ سنة 2015.